# Kamenica (Preseka)
 Kamenica  falu Horvátországban Zágráb megyében. Közigazgatásilag Presekához tartozik.

## Fekvése
Zágrábtól 40 km-re északkeletre, községközpontjától 3 km-re délkeletre a megye északkeleti részén fekszik.

## Története
A falunak 1910-ben 151 lakosa volt. Trianonig Belovár-Kőrös vármegye Kőrösi járásához tartozott. 2001-ben 61 lakosa volt.

## Lakosság
| Lakosság változása | Lakosság változása | Lakosság változása | Lakosság változása | Lakosság változása | Lakosság változása | Lakosság változása | Lakosság változása | Lakosság változása | Lakosság változása | Lakosság változása | Lakosság változása | Lakosság változása | Lakosság változása | Lakosság változása |
| ------------------ | ------------------ | ------------------ | ------------------ | ------------------ | ------------------ | ------------------ | ------------------ | ------------------ | ------------------ | ------------------ | ------------------ | ------------------ | ------------------ | ------------------ |
| 1857               | 1869               | 1880               | 1890               | 1900               | 1910               | 1921               | 1931               | 1948               | 1953               | 1961               | 1971               | 1981               | 1991               | 2001               |
| 0                  | 0                  | 0                  | 0                  | 0                  | 151                | 139                | 167                | 152                | 151                | 129                | 97                 | 91                 | 69                 | 61                 |